# Keila (Lindås)
Pour les articles homonymes, voir Keila (homonymie).
Keila est une île norvégienne du Hordaland appartenant administrativement à Lindås.
Le climat y est tempéré. La température moyenne est de 4°C. Le mois le plus chaud est juillet, à 14°C , et le mois de février le plus froid, à -2°C.